# Язевка (приток Подлесной)
Язевка — река в России, протекает по территории Краснознаменского района Калининградской области. Устье реки находится в 3 км по правому берегу реки Подлесной. Длина реки — 18 км, площадь водосборного бассейна — 41,4 км².

## Данные водного реестра
По данным государственного водного реестра России относится к Балтийскому бассейновому округу, водохозяйственный участок реки — Преголя. Относится к речному бассейну реки Неман и рекам бассейна Балтийского моря (российская часть в Калининградской области).
Код объекта в государственном водном реестре — 01010000212104300009927.

## Топографическая карта
- Лист карты N-34-45 Краснознаменск. Масштаб: 1 : 100 000. Состояние местности на 1984 год. Издание 1987 г.